# Falaoigo
Falaoigo é uma ilha do atol de Funafuti, do país insular Tuvalu.